# Yasser Al-Shahrani
Yasser Al-Shahrani (Damman, 25 mei 1992) is een Saoedi-Arabisch voetballer die als rechter verdediger of middenvelder speelt.

## Clubcarrière
Al-Shahrani begon bij Al-Qadisya en speelt sinds 2010 voor Al-Hilal waarmee hij in 2017 en 2018 landskampioen werd en de finale van de AFC Champions League 2014 bereikte.

## Interlandcarrière
Hij nam deel aan het wereldkampioenschap voetbal onder 20 - 2011. Hij debuteerde in 2012 voor het Saoedi-Arabisch voetbalelftal. Hij maakte deel uit van de selectie op het Aziatisch kampioenschap voetbal 2015 en het wereldkampioenschap voetbal 2018.